# Rosoideae
Rosoideae biljna potporodica, dio porodice Rosaceae. Ime je dobila po rodu Rosa L..
Postoji 6 tribusa. Najpoznatiji predstavnici su ruža i jagoda.

## Opis potporodice
Rosoideae je potporodica Rosaceae koja sadrži brojne vrste od gospodarskog značaja, uključujući vrste mekog voća jagode (Fragaria ×ananassa), crvene maline (Rubus idaeus) i crne maline (Rubus occidentalis) maline, kupine (Rubus spp.) i jedan od ekonomski najvažnijih rodova rezanog cvijeća, ruže (Rosa spp.). Resursi molekularne genetike i genomike za Rosoideae brzo su se razvili tijekom posljednja dva desetljeća, počevši s razvojem i primjenom brojnih tipova molekularnih markera uključujući polimorfizme duljine restrikcijskih fragmenata, polimorfizme duljine amplificiranih fragmenata i mikrosatelite, a kulminiralo je nedavnom publikacijom sekvenca genoma šumske jagode, Fragaria vesca, i razvoj resursa za genotipizaciju polimorfizma jednog nukleotida (SNP) visoke propusnosti za Fragaria, Rosa i Rubus. Ovi alati korišteni su za identifikaciju gena i drugih funkcionalnih elemenata koji kontroliraju svojstva od ekonomske važnosti, za proučavanje evolucije strukture biljnog genoma unutar potporodice i počinju olakšavati genomski potpomognuti uzgoj kroz razvoj i primjenu markera povezanih sa svojstvima kao što su aspekti kvalitete plodova, otpornosti na bolesti i vremena cvatnje.

## Tribusi i rodovi
1. Tribus Ulmarieae Lam. & DC.
  1. Filipendula Mill. (14 spp.)
2. Tribus Colurieae Rydb.
  1. Geum L. (70 spp.)
  2. Fallugia Endl. (1 sp.)
3. Tribus Rubeae Dumort.
  1. Rubus L. (1644 spp.)
4. Tribus Agrimonieae Lam. & DC.
  1. Subtribus Agrimoniinae J. Presl
    1. Spenceria Trimen (2 spp.)
    2. Aremonia Neck. (1 sp.)
    3. Agrimonia L. (21 spp.)
    4. Leucosidea Eckl. & Zeyh. (1 sp.)
    5. Hagenia J. F. Gmel. (1 sp.)

  2. Subtribus Sanguisorbinae Torr. & A. Gray
    1. Sanguisorba L. (17 spp.)
    2. Poterium L. (15 spp.)
    3. Sarcopoterium Spach (1 sp.)
    4. Dendriopoterium Svent. (2 spp.)
    5. Bencomia Webb & Berthel. (4 spp.)
    6. Marcetella Svent. (2 spp.)
    7. Poteridium Spach (2 spp.)
    8. Cliffortia L. (124 spp.)
    9. Polylepis Ruiz & Pav. (45 spp.)
    10. Margyricarpus Ruiz & Pav. (12 spp.)
    11. Acaena Mutis ex L. (56 spp.)
5. Tribus Roseae Lam. & DC.
  1. Genus Rosa L. (271 spp.)
6. Tribus Potentilleae Sweet
  1. Subtribus Potentillinae J. Presl
    1. Potentilla L. (515 spp.)
    2. Argentina Hill (68 spp.)
    3. Tylosperma Botsch. (2 spp.)

  2. Subtribus Fragariinae Torr. & A. Gray
    1. Fragaria L. (22 spp.)
    2. Chamaerhodos Bunge (7 spp.)
    3. Drymocallis Fourr. (18 spp.)
    4. Chamaecallis Smedmark (1 sp.)
    5. Dasiphora Raf. (9 spp.)
    6. Potaninia Maxim. (1 sp.)
    7. Alchemilla L. (746 spp.)
    8. Aphanes L. (19 spp.)
    9. Lachemilla Rydb. (68 spp.)
    10. Farinopsis Chrtek & Soják (1 sp.)
    11. Comarum L. (1 sp.)
    12. Sibbaldia L. (9 spp.)
    13. Sibbaldianthe Juz. (4 spp.)